# ریچارد ام. براکن
ریچارد ام. براکن (به انگلیسی: Richard M. Bracken) (زاده ۱۹۵۲) کارآفرین، بازرگان و مدیر اجرایی آمریکایی است، که در حال حاضر به‌عنوان رئیس هیئت مدیره شرکت اچ‌سی‌ای هولدینگز فعالیت می‌کند.